# Jonas Sibley
Jonas Sibley (* 7. März 1762 in Sutton, Worcester County, Province of Massachusetts Bay; † 5. Februar 1834 ebenda) war ein US-amerikanischer Politiker. Zwischen 1823 und 1825 vertrat er den Bundesstaat Massachusetts im US-Repräsentantenhaus.

## Werdegang
Jonas Sibley besuchte die öffentlichen Schulen seiner Heimat. In den Jahren 1801 bis 1803 sowie nochmals im Jahr 1819 war er Gemeinderat in seinem Heimatort. Von 1802 bis 1827 war er dort als Town Moderator tätig; von 1806 bis 1816 fungierte er dort als Stadtkämmerer. Sibley war Mitglied der Demokratisch-Republikanischen Partei. Von 1806 bis 1822 und nochmals in den Jahren 1827 bis 1829 saß er als Abgeordneter im Repräsentantenhaus von Massachusetts. Im Jahr 1820 war er Delegierter auf einer Versammlung zur Überarbeitung der Verfassung von Massachusetts. In den 1820er Jahren wurde er ein Anhänger von John Quincy Adams und Henry Clay.
Bei den Kongresswahlen des Jahres 1822 wurde Sibley im fünften Wahlbezirk von Massachusetts in das US-Repräsentantenhaus in Washington, D.C. gewählt, wo er am 4. März 1823 die Nachfolge von Samuel Lathrop antrat. Da er im Jahr 1824 nicht bestätigt wurde, konnte er bis zum 3. März 1825 nur eine Legislaturperiode im Kongress absolvieren. Im Jahr 1826 war Sibley Mitglied des Senats von Massachusetts. Danach war er bis 1829 noch einmal im Repräsentantenhaus seines Staates. Außerdem arbeitete er damals in der Landwirtschaft. Er starb am 5. Februar 1834 in seinem Geburtsort Sutton.